# Coup de Soleil
 (février 2022).
La mise en forme du texte ne suit pas les recommandations de Wikipédia : il faut le « wikifier ».
Les points d'amélioration suivants sont les cas les plus fréquents. Le détail des points à revoir est peut-être précisé sur la page de discussion.
- Les titres sont pré-formatés par le logiciel. Ils ne sont ni en capitales, ni en gras.
- Le texte ne doit pas être écrit en capitales (les noms de famille non plus), ni en gras, ni en italique, ni en « petit »…
- Le gras n'est utilisé que pour surligner le titre de l'article dans l'introduction, une seule fois.
- L'italique est rarement utilisé : mots en langue étrangère, titres d'œuvres, noms de bateaux, etc.
- Les citations ne sont pas en italique mais en corps de texte normal. Elles sont entourées par des guillemets français : « et ».
- Les listes à puces sont à éviter, des paragraphes rédigés étant largement préférés. Les tableaux sont à réserver à la présentation de données structurées (résultats, etc.).
- Les appels de note de bas de page (petits chiffres en exposant, introduits par l'outil «  Source ») sont à placer entre la fin de phrase et le point final[comme ça].
- Les liens internes (vers d'autres articles de Wikipédia) sont à choisir avec parcimonie. Créez des liens vers des articles approfondissant le sujet. Les termes génériques sans rapport avec le sujet sont à éviter, ainsi que les répétitions de liens vers un même terme.
- Les liens externes sont à placer uniquement dans une section « Liens externes », à la fin de l'article. Ces liens sont à choisir avec parcimonie suivant les règles définies. Si un lien sert de source à l'article, son insertion dans le texte est à faire par les notes de bas de page.
- La présentation des références doit suivre les conventions bibliographiques. Il est recommandé d'utiliser les modèles {{Ouvrage}}, {{Chapitre}}, {{Article}}, {{Lien web}} et/ou {{Bibliographie}}. Le mode d'édition visuel peut mettre en forme automatiquement les références.
- Insérer une infobox (cadre d'informations à droite) n'est pas obligatoire pour parachever la mise en page.

Pour une aide détaillée, merci de consulter Aide:Wikification.
Si vous pensez que ces points ont été résolus, vous pouvez retirer ce bandeau et améliorer la mise en forme d'un autre article.
Pour les articles homonymes, voir Coup de soleil (homonymie).

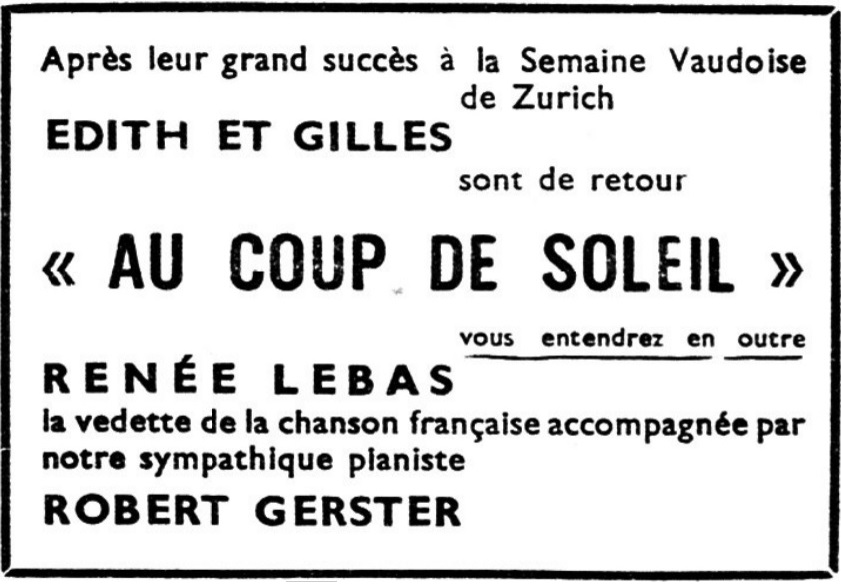
Publicité 16. Mai 1942 Tribune de Lausanne

Le Coup de Soleil était un cabaret lausannois, ouvert le 19 octobre 1940 par Jean Villard (1895-1982, connu sous le pseudonyme de Gilles) et Edith Burger (1906-1948). Pendant la Seconde Guerre mondiale, ce lieu réunit un public francophile, partisan de la Résistance française. Le cabaret était situé au sous-sol de l'Hôtel de la Paix. Les décors sont créés par l'illustrateur Marcel Vidoudez (1900-1968). Parmi les invités a figuré Édith Piaf, l'interprète de sa chanson Les Trois Cloches, probablement la composition la plus célèbre de Gilles,.

L'ambassadeur allemand du régime nazi à Berne, Otto Carl Köcher, voyait Jean Villard d'un mauvais œil, selon le journaliste Gilbert Salem :
« L’esprit frondeur et antitotalitaire qui crépite au Coup du Soleil n’échappe pas aux nazis. Leur ambassadeur à Berne désignera ainsi Jean Villard Gilles comme «l’ennemi No 1 de l’Allemagne en Suisse». »
En 1947, une anthologie de chansons associées à ce cabaret est publiée. En avril 1948, Albert Urfer remplace Edith Burger, malade. Edith Burger décède d'une septicémie le 28 juillet 1948 à l'âge de 42 ans,,. Gilles lui rend hommage :
[…] Maintenant, la chanson s'est tue, la flamme s'est éteinte, adieu, ma chérie. Tu as tant donné de toi-même à ceux qui t'écoutaient, à cette humanité qu'on jette sans cesse dans la boue, dans le malheur et dans le sang. Tu as tant donné de ta jeunesse, de ta gaîté, de ta foi, tu as été si prodigue de tout. Je te la reprochais parfois, je t'en demande pardon ce soir. C'était ton destin de brûler comme un tison qui se consume jusqu'au bout. Tu ne pouvais pas faire autrement. Il fallait à ta nature exceptionnelle ce destin de feu. […]
À la suite de ce décès, le Coup de Soleil, qui devait changer de direction, change également de nom « [p]ar déférence pour Edith et pour Gilles […] »

### Discographie
- Edith et Gilles : Au Coup de Soleil, Evasion (1973)

### Vidéo
- Gilles et le coup de soleil. Bon dimanche monsieur X, 25 mars 1973, Télévision Suisse Romande, 7 minutes 36.